# Байройт (футбольный клуб)
«Байройт» (нем. SpVgg Bayreuth) — немецкий футбольный клуб, располагающийся в городе Байройт, федеральная земля Бавария. Наивысшими достижениями клуба являются 2-е место во Второй Бундеслиге «Юг» в 1979 году, а также выходы в четвертьфинал Кубка Германии в 1977 и 1980 годах. Является самым успешным клубом Верхней Франконии.

## История

### 1921—1945
Основан в 1921 году как TuSpo Bayreuth; из-за политически лево-ориентированных основателей был в числе запрещённых нацистами футбольных клубов, расформировывался в 1933 году в рамках развязанной нацистами в том же году реперссий и политической кампании в области спорта и социальных организаций. Горстка членов клуба в те времена основала клуб, названный FSV Bayreuth, созданный с единственной целью — продолжить активное существование первоначальной ассоциации спортсменов. Та команда, в основном, состояла из солдат, расквартированных в округе, что отразилось на постоянно менявшемся составе игроков. Первоначальный клуб был воссоздан вскоре после окончания Второй мировой войны.

### 1945—1963
Клуб в эти годы стоит в тени своих местных соперников, клубов FC Bayreuth и VfB Bayreuth, однако, с последовавшим за этим временем завоеванием первого места в Любительской лиге «Северная Бавария» (III) в 1956 году. SpVgg получает право на выступления в этой лиге в 1954 году, выиграв титул чемпиона Второй Любительской лиги Верхней Франконии-Запад (нем. 2. Amateurliga Oberfranken-West).
Клуб показывает хорошие результаты в Баварской лиге и добивается победы в сезоне 1959 года. За этим достижением последовали и другие — команда продолжила побеждать южных чемпионов, выиграв, например, у аугсбургских «Швабен» (TSV Schwaben Augsburg) финальную встречу за титул чемпиона Баварии. В качестве баварских чемпионов клуб принимает участие в квалификационных встречах за право участия во Второй Оберлиге «Юг» (нем. 2. Oberliga Süd), по результатам которых обыгрывает «Пфорцхайм» со счётом 2-1 в дополнительном тайме.
Клуб провёл три сезона во втором дивизионе южногерманского футбола, достигнув пятого места в первый же год. Второй сезон был годом борьбы за сохранение своей «прописки» в дивизионе, и, наконец, в третий год своего пребывания во втором дивизионе клуб не справляется с поставленной задачей и отправляется обратно вниз, в Баварскую лигу.
Четвёртое место в последнем сезоне до реформы-1963 посеяло клуб в новосозданном дивизионе Любительская лига «Бавария» (нем. Amateurliga Bayern), в котором клуб и начал своё выступление в 1963 году.

### 1963 — н. в.
После создания Бундеслиги в 1963 году, «Байройт» играл в качестве команды третьего дивизиона до 1969 года. Очередная победа в чемпионате значила для клуба очередное продвижение в лестнице дивизионов вверх, на сей раз — в Региональную лигу «Юг». Недолго продержавшись там, клуб вылетел, проиграв решающую встречу команде ESV «Ингольштадт» 5-2 после окончания сезона с одинаковым количеством очков.
Вернувшись в Баварскую лигу, клуб завоевал первое место в нём, проведя один из лучших сезонов в своей истории, проиграв лишь дважды за весь сезон (34 игры), и оторвавшись от ближайшего преследователя, «Ваккера» из Мюнхена. После очередного сложного года во втором дивизионе, клуб закрепился в чемпионате, завершив сезон 1973 года на четвёртом и 1974 года — на пятом соответственно. Эти результаты позволили клубу квалифицироваться на участие в новосозданной Второй Бундеслиге «Юг».
В новой лиге клуб выступал успешно, вплотную подойдя к выходу в Бундеслигу в 1979 году, после второго места во Второй Бундеслиге-Юг. Однако, клуб проиграл встречи за право выйти в Бундеслигу со счётом 1-1 и 1-2 «Байеру» (Юрдинген). Квалифицировавшись на участие в новой одно-дивизионной Второй Бундеслиге в 1981 году, клуб провёл тот сезон крайне неудачно, и команда вернулась на прежние позиции в 1982 году — вновь Оберлига.
Команда постоянно занимала высокие места в Оберлиге, до тех пор, пока не выиграла титул победителя чемпионата и не вернулась во второй дивизион.
Невзирая на вылет в Любительскую Оберлигу «Бавария» (III) в 1988 и 1989 годах, команда сохранила свой боевой настрой в играх, когда команду постигли тяжёлые финансовые проблемы и клуб вылетел в низшие по рангу лиги после третьего подряд плохого финиша чемпионата в 1990 году. В 1994 году команда соскользнула вниз по турнирной таблице ещё ниже, в Баварскую лигу (IV) (нем. Bayernliga). Благодаря усилиям многих сторон команде удалось вернуться в, теперь уже, Региональную лигу «Юг» на сезон 2005/06. Клубу было отказано в предоставлении лицензии на право выступлений в Региональной лиге «Юг» в сезоне 2006/07, и «Байройт» вынужденно выбыл в Баварскую лигу (IV). Выиграв сезон 2007/08 в Баварской лиге в седьмой раз в своей истории, клуб надеялся на лицензию на право игры в третьем дивизионе, но 11 июня 2008 года клубу было вновь отказано в лицензии на игру в высшем по уровню дивизионе.
Тем временем, финансовые проблемы клуба продолжались, и 22 октября 2008 года клуб официально констатировал своё банкротство, несмотря на факт нахождения на втором месте в своей лиге.
В сезоне Баварской лиги 2010/11 клуб безуспешно боролся за выживание, вылетев в итоге в Ландеслигу после поражения в решающей встрече в дополнительное время 1-2 от клуба «Бавария» (Хоф).

## Достижения
Достижения клуба за всё время существования:

### Лига
- Вторая Бундеслига «Юг»
  - Второе место: 1979
- Баварская футбольная лига
  - Чемпионство: 1959 (north), 1969, 1971, 1985, 1987, 2005, 2008
  - Второе место: 1958 (north), 1995
- Ландеслига Бавария-Север
  - Чемпионство: 1998, 2001
  - Второе место: 2000
- Вторая любительская лига Верхняя Франкония Восток (IV)
  - Чемпионство: 1954

### Кубки
- Кубок Баварии по футболу
  - Второе место: 2006
- Кубок Верхней Франконии
  - Первое место: 2001, 2006

### Молодёжный состав
- Чемпионат Баварии по футболу для команд до 19 лет
  - Второе место: 1997
- Чемпионат Баварии по футболу для команд до 15 лет
  - Чемпионство: 1977
  - Второе место: 1978

## Сезоны команды
Игра команды в недавно прошедших сезонах, показанная год за годом:
| Год     | Дивизион                    | Уровень | Место |
| 1999/00 | Ландеслига Бавария-Север    | V       | 2     |
| 2000/01 | Ландеслига Бавария-Север    | V       | 1 ↑   |
| 2001/02 | Баварская лига              | IV      | 7     |
| 2002/03 | Баварская лига              | IV      | 4     |
| 2003/04 | Баварская лига              | IV      | 7     |
| 2004/05 | Баварская лига              | IV      | 1 ↑   |
| 2005/06 | Региональная лига «Юг»      | III     | 10 ↓  |
| 2006/07 | Баварская лига              | IV      | 3     |
| 2007/08 | Баварская лига              | IV      | 1     |
| 2008/09 | Баварская лига              | V       | 4     |
| 2009/10 | Баварская лига              | V       | 9     |
| 2010/11 | Баварская лига              | V       | 16 ↓  |
| 2011/12 | Ландеслига Бавария-Север    | VI      | 4 ↑   |
| 2012/13 | Баварская лига              | V       | 6     |
| 2013/14 | Баварская лига              | V       | 1 ↑   |
| 2014/15 | Региональная лига «Бавария» | IV      | 6     |
| 2015/16 | Региональная лига «Бавария» | IV      | 7     |
| 2016/17 | Региональная лига «Бавария» | IV      | 12    |
| 2017/18 | Региональная лига «Бавария» | IV      | 17    |
| 2018/19 | Региональная лига «Бавария» | IV      | 10    |
| 2019/21 | Региональная лига «Бавария» | IV      | 3     |
| 2021/22 | Региональная лига «Бавария» | IV      | 1 ↑   |

- С образованием Региональных лиг в качестве нового уровня футбольных лиг Германии 1994 году и Третьей лиги в качестве нового, третьего уровня футбольных лиг Германии в 2008 году, под Второй Бундеслигой все лиги потеряли одну «ступень».